# Hochkesselkopf
Hochkesselkopf är ett berg i Österrike.   Det ligger i förbundslandet Oberösterreich, i den centrala delen av landet, 230 km väster om huvudstaden Wien. Toppen på Hochkesselkopf är 2 343 meter över havet.
Terrängen runt Hochkesselkopf är bergig norrut, men söderut är den kuperad. Närmaste större samhälle är Schladming, 13,5 km sydost om Hochkesselkopf. 
Trakten runt Hochkesselkopf består i huvudsak av gräsmarker. Runt Hochkesselkopf är det ganska glesbefolkat, med 25 invånare per kvadratkilometer.